# حيرام بي. وارنر
حيرام بي. وارنر (بالإنجليزية: Hiram B. Warner)‏ هو قاضي ومحامي وسياسي أمريكي، ولد في 29 أكتوبر 1802 في الولايات المتحدة، وتوفي في 30 يونيو 1881 في أتلانتا في الولايات المتحدة. حزبياً، نشط في الحزب الديمقراطي. وقد انتخب عضو مجلس نواب جورجيا وانتخب عضو مجلس النواب الأمريكي.